# Dąb Wolności (Głowno)
Dąb Wolności – ponad 115-letni dąb szypułkowy, posadzony na Placu Wolności w Głownie (województwo łódzkie, powiat zgierski), w 1928 r., w dziesiątą rocznicę odzyskania przez Polskę niepodległości. W chwili posadzenia dąb miał ok. 25 lat. Został przywieziony do Głowna ze spalskich lasów.
Od 1990 roku drzewo ma status pomnika przyrody.
Pod dębem znajduje się granitowy obelisk z wmurowanymi dwoma mosiężnymi tablicami pamiątkowymi zawierającymi napis:
| "Niech to drzewo - które dziś sadzimy - przypomina nam Odzyskanie Niepodległości, niech będzie symbolem narodu polskiego. Pień to naród, jego konary to różne warstwy społe- czne. Jak konary czerpią siły żywotne przez korzenie z ziemi, tak nam wszystkim daje życie matka nasza, ziemia polska która jest naszą ojczyzną najdroższą za którą życie oddali i oddać gotowi synowie tej ziemi." słowa wypowiedziane przy sadzeniu "drzewa wolności" w 10 rocznicę Odzyskania Niepodległości Polski 11 listopada 1928 r. |

| Dla upamiętnienia tego aktu w 70 rocznicę Odzyskania Niepodległości Polski Społeczeństwo Miasta Głowna |

Powyższe słowa zostały wypowiedziane przy sadzeniu dębu przez ówczesnego burmistrza Głowna, Henryka Rynkowskiego.